# Junzi imperialis
Junzi imperialis — викопний вид людиноподібних приматів родини Гібонові (Hylobatidae). Вид існував в історичний період у Китаї. Приблизний час та причини вимирання Junzi невідомий.

## Історія відкриття
У 2004 році проходили розкопки гробниці китайської вельможі пані Ся (Lady Xia), матері правителя Чжуансянь-ван та бабусі Цінь Ши Хуан-ді — першого імператора династії Цінь. Гробниця датується III століттям до н. е. У могилі знайдено рештки 12 тварин: журавлів, рисів, леопардів, мавп та чорного ведмедя. Ці тварини, ймовірно, утримувалися як домашні улюбленці і були похоронені після смерті їхньої господарки.
У 2018 році Самуель Турвей з колегами з Лондонського інституту зоології дослідили рештки примата з гробниці пані Ся. Вони створили 3D-модель черепа тварини та порівняли з черепами сучасних видів приматів. Вияснилось, що череп належить гібону невідомого, вимерлого виду.
Про зовнішній вигляд вимерлих гібонів можна судити за давніми китайськими зображеннями, де ці тварини зовсім не схожі на ті види, які існують сьогодні.